# Листец (област Силистра)
 Тази статия е за селото в Област Силистра.  За другото село с това име вижте Листец (Област Бургас).  
Листец е село в Североизточна България. То се намира в община Главиница, област Силистра.

## География
Село Листец се намира на 59,6 км от град Силистра, на 9,4 км от град Главиница ,на 33,8 км от град Дулово и на 34,8 км от град Тутракан.
Селото се намира на 386 км от столицата София и на 149 км от град Букурещ.
Селото се намира на територията на историко-географската област Южна Добруджа.
Климатът е умереноконтинентален с много студена зима и горещо лято. Районът е широко отворен на север и на североизток. През зимните месеци духат силни, студени североизточни ветрове, които предизвикват снегонавявания. През лятото често явление е появата на силни сухи ветрове, които пораждат ерозия на почвата. Преобладаващата надморска височина е от 189 до 200 м. Почвите са плодородни – черноземи. Отглежда се главно пшеница, царевица и слънчоглед. В околностите на селото има и лавандулово поле.

## История
Старото име на селото е било Месимлер (Mesimler). От 1913 до 1940 година, село Листец попада в границите на Румъния, която тогава окупира Южна Добруджа. По силата на Крайовската спогодба село Листец е върнато на България през 1940 г.

## Религии и етнически състав
В селото се изповядва религията ислям. Има построена нова джамия с високо минаре. Проектът е направен от Джеват Яшар – бивш кмет на Община Главиница.
|         | Численост | Дял в % |
| Общо    | 593       | 100,00% |
| ------- | --------- | ------- |
| Българи | 0         | 0%      |
| Турци   | 593       | 100,00% |
| Роми    | 0         | 0%      |

## Културни и природни забележителности
На 1,5 км североизточно от селото има тракийска могила.
На 1 км югозападно се намира столетен дъб, където всяка година се провеждат молебени за дъжд и берекет.

## Други

### Кухня
Основни ястия, характерни за местното население, дошло от Източните Родопи, са чевермето, капамата и баклавата.